# Traditie (christendom)

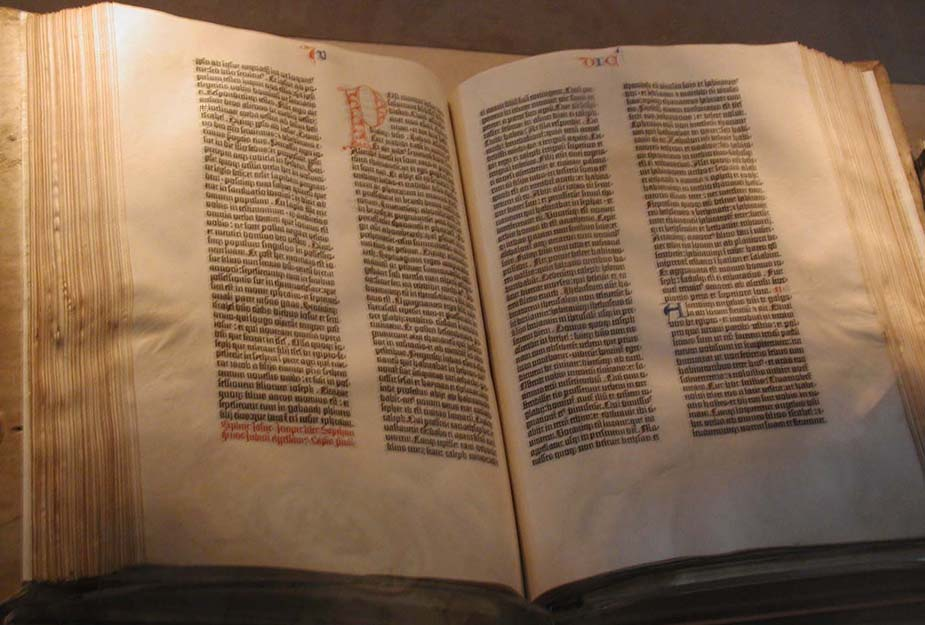
Een Gutenbergbijbel

Traditie binnen het christendom is de overlevering die als bron staat voor het verstaan van de openbaring van de waarheid door God aan de mensen. De belangrijkste vorm hiervan is de apostolische traditie, die werd verworpen met de Reformatie.

## Algemeen geaccepteerde traditie
Buiten de apostolische traditie zijn er ook algemeen geaccepteerde tradities in het christendom. Een voorbeeld hiervan is de toeschrijving van de anoniem geschreven evangeliën aan Matteüs, Marcus, Lucas en Johannes. Hoewel historisch-kritisch onderzoek heeft aangetoond dat deze toeschrijving niet houdbaar is en de Bijbel zelf er geen uitspraak over doet, houden orthdoxe christenen in alle stromingen hier toch aan vast. Hetzelfde geldt voor de eveneens anoniem geschreven Brief aan de Hebreeën die aan Paulus werd toegeschreven. In 1914 bepaalde de Pauselijke Bijbelcommissie dat men het auteurschap van Paulus niet in twijfel mocht trekken, maar dat wel van een niet-paulijnse redactie mocht worden gesproken.

## Apostolische traditie
Binnen de geloofsleer van de Rooms-Katholieke Kerk en de oosters- en oriëntaals-orthodoxe kerken kent deze overlevering twee bronnen: de Bijbel, ofwel het geschreven Woord van God, en de apostolische traditie, gewaarborgd door de apostolische successie, ofwel het gesproken Woord van God. Onder dit laatste worden goddelijke openbaringen verstaan die door Jezus of de Heilige Geest werden medegedeeld aan de eerste apostelen, maar niet systematisch werden opgeschreven. Zij werden echter vanaf het begin aan elke generatie opvolgers van de eerste apostelen doorgegeven en geleerd, zonder onderbreking in de doorgave van deze lering in tijd of ruimte.
In deze geloofsleer zorgt het beroep op de traditie er tevens voor dat de interpretatie van het geloof zich niet beperkt tot de levende generatie. Traditie waarborgt met name dat de zienswijze van voorbije generaties op het hedendaagse handelen van de Kerk wordt betrokken. Op die wijze wordt aan de Kerk als eeuwige gemeenschap – van verleden, heden en toekomst – vormgegeven. Zodoende is de apostolische traditie in de katholieke en orthodoxe leer een net zo belangrijke openbaringsbron als de Bijbel en noodzakelijk voor het  verkrijgen van verlossing.
De protestanten wijzen dit beroep op de traditie af en aanvaarden enkel het geschreven woord van God als bron van Waarheid (Sola scriptura), hoewel dit volgens katholieken en orthodoxen niet in de Bijbel te funderen is.

### Herkomst van de term en het concept
De idee van het mondeling doorgeven van het evangelie werd gebaseerd op het soortgelijke concept in het jodendom waarbij de ene rabbi informatie doorgaf aan de volgende. Deze informatie betrof meestal instructies over rituelen die niet in de geschreven wet van Mozes voorkomen, maar waarvan werd aangenomen dat deze vanaf de tijd van Mozes van generatie op generatie mondeling werden doorgegeven. Deze werden als net zo gezaghebbend beschouwd als de geschreven wet (vergelijk Marcus 7:2-9).
Het was Paulus die op dit gebruik teruggreep:
Het belangrijkste is dat ik u heb doorgegeven, heb ik op mijn beurt ook weer ontvangen— 1 Korintiërs 15:3
Paulus gebruikte hier de Griekse term παράδοσις, parádosis, wat letterlijk "wat wordt doorgegeven" betekent, maar meestal wordt vertaald met "traditie". Hij gebruikte dezelfde term om zowel de geschreven Joodse wet als mondelinge tradities te omvatten (Galaten 1:14; 2 Tessalonicenzen 2:15). Paulus gebruikte de term om zijn (mondeling verstrekte) christelijke leer aan te duiden (1 Korintiërs 11:2) en ook in de zin dat deze traditie terugging op Jezus zelf:
Want wat ik heb ontvangen en aan u heb doorgegeven, gaat terug op de Heer zelf.— 1 Korintiërs 11:23
De kerken moesten zich houden aan deze (mondelinge) boodschap om gered te worden (1 Korintiërs 15:2).

### Vroeg beroep op traditie
Een zeer vroeg beroep op traditie was de reactie in het vroege christendom op het gnosticisme, een stroming die zich grotendeels op dezelfde geschriften beriep voor hun leer als het christendom zelf. Ireneüs van Lyon stelde dat de "geloofsregel" (κανών της πίστης) bewaard wordt door de Kerk op basis van historische voortzetting (van de interpretatie en leer) van de apostelen. Tertullianus betoogde dat, hoewel interpretaties die zijn gebaseerd op alle heilige geschriften niet onjuist kunnen zijn, traditie de juiste gids is. Volgens Athanasius van Alexandrië was zich niet houden aan de traditie de aanleiding voor het ketterse arianisme.